# Hans Ferrée
Hans Ferrée (Bussum, 21 april 1930 – Montfoort, 19 september 2017) was een Nederlandse copywriter en schrijver. Hij geldt als een van de eerste voorvechters voor meer aandacht voor creativiteit in de Nederlandse reclame en als een van de eerste trendwatchers in Nederland.

## Loopbaan en betekenis
Ferrée debuteerde in 1952 als schrijver met het autobiografische reisverslag Avonturen in Drie Werelddelen. Na terugkeer in Nederland begon hij als copywriter bij het reclamebureau Lintas en vervolgens bij reclamebureau Van Maanen. In 1955 richtte Ferrée met Dimitri Frenkel Frank en Herman Pieter de Boer het reclame- en ideeënbureau Ferrée, Frenkel Frank en De Boer (FFB) op. FFB geldt als een van de eerste bureaus in Nederland waar creativiteit voorop stond. Hij maakte daarna onder meer campagnes voor Citroën: de introductie van de Citroën 2CV en de DS. Voor de campagne voor de 2CV bedacht Ferrée het begrip 'Lelijke Eend'. Deze campagne kan gezien worden als het Nederlandse equivalent van de campagne die het Amerikaanse reclamebureau Doyle Dane Bernbach in de jaren 50 en 60 maakte voor de Volkswagen Kever. In de tv-reclame voor het wasmiddelmerk Dash trad Ferrée vanaf 1967, het beginjaar van de Nederlandse Ster-reclame, drie jaar lang op als presentator.
Hij schreef columns in tal van vak- en publieksbladen en een aantal vakboeken. In het reclamevakblad Revue der Reclame had Ferrée begin jaren zestig een rubriek met de titel 'Creativiteit', waarin hij als een van de eerste reclamemakers in Nederland pleitte voor meer creativiteit in de reclame.
In de flowerpowerperiode bedacht Ferrée veel ludieke acties. Vanuit zijn kantoor/galerie op de Oudezijds Achterburgwal lanceerde hij de tentoonstelling Pijnstillers, de Industrie voor Zelfexpressie met de Prietpraatprotestpetten, Agressieuitlaatkaartjes en de PiekPockets, in feite een tijdschrift op half-A4-formaat.
Daarnaast was Ferrée een van de eerste trendwatchers in Nederland. In 1963 publiceerde hij een boekje over trends, In & Uit, dat drie drukken beleefde. Hij trad op als spreker op congressen en seminars over onder andere consumentengedrag, creativiteit en trends. Verder was hij bedenker en hoofdredacteur/uitgever van het blad Marketing Mix Digest, dat later overgenomen werd door Kluwer. Behalve over reclame en marketing schreef Ferrée boeken over de namen die mensen aan hun huizen geven (Nooitgedacht maar Welgelegen) en over mensen met de naam Hans (Groot Wetenswaardighedenboek Hans). Hij publiceerde ook een roman: Langs deze mij onsympathieke weg (1983).
In 1964 vertrok Ferrée naar Salou, waar hij gedurende enkele jaren een Spaans restaurant uitbaatte, maar dit werd geen succes. In 1980 opende Ferrée in Montfoort het privémuseum La Musée Hans Ferrée. In de jaren tachtig en negentig bleef hij actief als columnist, auteur en spreker.

## Prijzen en onderscheidingen
Ferrée won twaalf reclamejaarprijzen voor diverse campagnes, en kreeg daarnaast de volgende onderscheidingen:
- Willem Grollenbergprijs (1982)
- W.B.F. Schaperprijs (1991)
- Coq de Grand Honneur (1992)
- Hall of Fame (1998)
- Sales Promotor van de Eeuw (1999)